# Norman Hudis
Norman Hudis est un scénariste britannique, né le 27 juillet 1922 à Stepney en Angleterre et mort le 8 février 2016 .

## Filmographie
- 1955 : Breakaway
- 1956 : Bond of Fear
- 1956 : L'Ennemi invisible (Passport to Treason)
- 1956 : High Terrace (en), d'Henry Cass
- 1957 : Hour of Decision
- 1957 : The Crooked Sky
- 1957 : Stranger in Town
- 1957 : Face in the Night
- 1957 : The Tommy Steele Story
- 1957 : The Flying Scot
- 1957 : West of Suez
- 1958 : Death Over My Shoulder
- 1958 : The Duke Wore Jeans
- 1958 : The 6.5 Special
- 1958 : Allez-y, sergent! (Carry on Sergeant)
- 1958 : Mark of the Phoenix
- 1959 : Le collège s'en va-t-en guerre (Carry On Teacher) de Gerald Thomas
- 1959 : Please Turn Over
- 1960 : No Kidding
- 1960 : Carry on Constable
- 1961 : Carry on Regardless
- 1962 : Twice Round the Daffodils
- 1962 : Carry on Cruising
- 1963 : Nurse on Wheels
- 1965 : Les Mystères de l'Ouest (The Wild Wild West) (série TV)
- 1966 : Mister Ten Per Cent
- 1967 : The Karate Killers
- 1968 : How to Steal the World
- 1971 : Cannon (Cannon) (série TV)
- 1985 : Hot Resort
- 1995 : Talis the Porcupine: The Spagettiflyer
- 1999 : Le Château des singes